# 935
Раннє Середньовіччя •  Епоха вікінгів •  Золота доба ісламу •  Реконкіста

## Геополітична ситуація
У Візантії правили Роман I Лакапін та, формально, Костянтин VII Багрянородний. Італійським королем був Гуго Арльський,
Західним Франкським королівством правив Рауль I, Східним Франкським королівством — Генріх I Птахолов.
Північ Італії належить Італійському королівству, середню частину займає Папська область, герцогства на південь від Римської області незалежні, деякі області на півночі та на півдні належать Візантії, інші окупували сарацини. Південь Піренейського півострова займає Кордовський халіфат, в якому править Абд Ар-Рахман III. Північну частину півострова займають королівство Астурія і королівство Галісія та королівство Леон під правлінням Раміро II.
Королівство Англія очолює Етельстан.
Існують слов'янські держави: Перше Болгарське царство, де править цар Петро I, Богемія, Моравія, Хорватія, королем якої є Терпимир II, Київська Русь, де править Ігор. Паннонію окупували мадяри, у яких ще не було єдиного правителя.
Аббасидський халіфат очолює ар-Раді, в Іфрикії владу утримують Фатіміди, в Середній Азії — Саманіди. У Китаї триває період п'яти династій і десяти держав. Значними державами Індії є Пала, держава Раштракутів, Пратіхара, Чола. В Японії триває період Хей'ан. На північ від Каспійського та Азовського морів існує Хозарський каганат.

## Події
- Князя Богемії Вацлава убито братом Болеславом I Грізним.
- Рауль I, Генріх I Птахолов та Рудольф II Бургундський зустрілися в Суассоні й уклали мир. Однак на Бургундію напали мадяри, і Раулю довелося швидко йти їм назустріч. Мадяри відступили в Італію, а тим часом Гуго Великий відмовився ділитися з Гербертом де Вермандуа, і мир знову захитався.
- Візантійці прислали посольство до короля Італії Гуго Арльського, шукаючи його підтримки проти лангобардів.
- Фатіміди здійснили третю спробу захопити Єгипет, але знову зазнали невдачі. Їх переміг тюркський воєвода Іхшид, засновник династії Іхшидів, посланий халіфом Ар-Раді.
- Зірі ібн Менад заснував місто Ашир неподалік від сучасного Алжиру, започаткувавши династію Зіридів.
- Сарацини пограбували Геную.
- Припинила існування корейська держава Сілла, анексована Корьо.